# Философия кино
Философия кино — это раздел эстетики в рамках философской дисциплины, который стремится понять самые основные вопросы о кино.
Эстетическая природа происхождения кинематографа заключается в наличии художественного образа, символа, мимесиса, художественной формы и содержания. Эстетическая природа кинематографического произведения является неповторимой и уникальной в каждом отдельно взятом случае пространства. Кинофильм для зрителя раскрывает прекрасное, эстетическое, возвышенное, иногда безобразное и трагическое.
Кроме того, философия кино в значительной степени пересекается с теорией кино, разделом киноведения. Отличием философии кино от киноведения будет сомнение философии кино в своих собственных основаниях.
Также философию кино следует отличать от лингвистической теории кино, акцентирующей внимание на эстетике фильмов через интерпретацию и личный опыт, выделяя специальные подразделы: феминистская теория, формалистская теория, структуралистская теория, марксистская теория, психоаналитическая теория кино.

## Философия кино как раздел эстетики
Начиная с Аристотеля философы стремились объяснить специфические характеристики каждой значимой формы искусства. С этой точки зрения, нет больше оснований сомневаться в существовании философии кино, чем в философии музыки или философии живописи, которые хорошо воспринимаются как компоненты эстетики.
Кинематограф является искусством синтетическим, которое берет свое начало из театра, фотографии, музыки, живописи и других видов искусства. Благодаря синтезу данных искусств в кинематографе происходит формирование собственного языка, в виде выразительных и художественных элементов, которые выделяют кино среди других. Большинство современных исследований в этой области наполнено эстетической составляющей.
Если говорить о единице философско-эстетической концепции кинофильма, то ей будет являться кинокадр. В нем собраны пространственно-временные значения, которые соединены между собой философским волокном и эстетическими и художественными приемами, Кадр выступает как единица художественного текста, который сплетается в единое целое посредствам художественных и выразительных приемов.
Философская природа фильма обусловлена такими категориями как пространство и время, реальность и движение. Видя перед собой кинематографическое произведение, зритель невольно использует эстетическую память и эстетическое восприятие и опыт.

### Категории пространства и времени в кинематографе

#### Пространство
Пространство наполняет весь фильм, в нем разворачивается определенное действие картины, взаимодействуют актеры, декорации и сюжет. Пространство наполняет каждый кадр в фильме, делает его объемным и глубоким. В зависимости от кинематографического жанра используются различные методы и приемы создания художественного пространства и времени, задействуются для этой цели разнообразные съемочные и монтажные технологии. Можно сказать, что технические аспекты оказывают влияние на формирование философско-эстетической концепции фильма. В данном случае мимесис как эстетический принцип искусства с помощью художественного символа и образа пытается приблизить кинематограф как можно ближе к реальности, тем самым вовлечь зрителя в философско-эстетическое пространство кино.
Это в значительной степени отразилось в работах таких режиссёров как Жермен Дюлак, Луи Деллюк, Жан Эпштейн, Сергей Эйзенштейн, Лев Кулешов, Дзига Вертов, а также работах теоретиков кино Рудольфа Арнхайма, Белы Балажа, Зигфрида Кракауэра. Они подчеркивали, что фильм существенно отличается от реальности и кино можно рассматривать как действительную реальность, созданную в процессе съёмок.

#### Время
Время выступает в качестве философской категории и входит в структуру философско-эстетической природы кинофильма. С помощью художественного времени осуществляется фактический перенос зрителя из реального пространства в кинематографическое.
Анри Бергсон в исследовании кино ввел термины «движение-образ» и «время-образ», однако позднее в своей работе «Иллюзия кинематографа» он опровергает свою теорию, связанную с пространственно временными категориями. Спустя десятилетия в трактатах «Cinéma I» и «Cinema II» (1983—1985) философ Жиль Делёз выдвинул на первый план труд Бергсона «Материя и память» и попытался воскресить его концепцию в сочетании с семиотикой Чарльза Сандерса Пирса.

### Проблема реальности и воображаемого в кино
Ответ на различие двух данных категорий можно рассмотреть в одном вопросе: почему нас должно волновать, что происходит с вымышленными персонажами?
Первый ответ заключается в теории моделирования. Например, когда у героя картины возникает эмоциональная реакция на ситуацию, такая как гнев, радость, печаль и проч., то смотрящий испытывает те же эмоции от данной воображаемой ситуации, которые он бы испытал в реальной жизни, только в данном случае смотрящий не склонен реагировать на эту эмоцию (например, кричать). Это объясняет особенность нашего опыта посещения фильмов: человеку нравится смотреть на экране то, что он ненавидит в реальной жизни. Красочным примером для этого выступают фильмы ужасов с разнообразными сценами насилия.
Альтернативный подход получил название теории мышления. Идея заключается в том, что мы можем эмоционально реагировать на простые мысли. Например, когда мы видим, как подлый злодей привязывает невинную героиню к рельсам, мы одновременно обеспокоены и возмущены самой мыслью, что он действует таким образом. При этом мы все время осознаем, что это всего лишь вымышленная ситуация, поэтому нет соблазна поддаться желанию спасти героиню. Получается, при просмотре фильма, мы всегда осознаем, что на самом деле никто не находится в опасности и, следовательно, в результате нет необходимости в сложностях теории моделирования, чтобы объяснить то, почему нас трогают фильмы. Простая мысль может вызвать настоящие эмоции.

## Развитие философии кино
Эстетические вопросы были особенно актуальны на начальном этапе создания кинотеории, во время которого происходят поиски языка кино вне рамок самого кино. Теоретики соотносили кино в поисках его истоков с фотографией, театром, литературой, музыкой, обнаруживая как его зависимость, так и несомненную исключительность. Первым человеком, который исследовал философские вопросы, касающиеся кино, был Хьюго Мюнстерберг. В эпоху немого кино он стремился понять, что именно отличает кино от театра. Он пришел к выводу, что использование крупных планов, ретроспективных кадров и монтаж составляли природу фильма.

### Концепция кино Ж. Делеза
Ж. Делез, создавая оригинальную концепцию кино, развивает и уточняет свое философское учение. Его труд о кино являет собой пример того, что кино может быть поводом для самой серьезной рефлексии своего опыта кинозрителя и опыта мышления через кино.
Делез касается ключевых философских проблем — проблем восприятия, языка, субъективности и времени. Трудности, подстерегающие при чтении этой книги даже профессиональных философов, заключаются в том, что часто оказывается недостаточно философского багажа для понимания той понятийной системы, которую создает Делез. Для понимания логики, которую нам предлагает философ, необходим опыт кинозрителя, который позволит, философствуя, выйти за рамки философии и взглянуть на нее извне.
Лишь в одной главе «Кадр и план, кадрирование и раскадровка» Делез обращается к конкретным именам, творчество которых ему как зрителю и мыслителю интересно. Среди них Годар, Хичкок, Эйзенштейн, Брессон, Ренуар, Одзу, Куросава, и др. Чаще всего он обходится без конкретики: ему интересна мысль режиссера в движении кинообразов и мысль воспринимающего, возникающая как восприятие, прочтение и размышление кинообразами.

### Кино как основание философствования у С. Жижека
Для Славоя Жижека, философа фрейдо-марксистской направленности, кино является «предельно извращенным искусством». Об этом он заявляет в документальных картинах: «Киногид извращенца» и «Киногид извращенца: идеология». В этих картинах Жижек отмечает, что учит нас тому, как мы должны желать, а значит, в некоторой степени лишает человека естественности, делает его извращенцем. Озвучивая эту мысль, Жижек приводит в пример фильм Дэвида Линча «Синий бархат». Своим подходом, Жижек рассуждает о возможностях неигрового кино как формы философствования.

## Влияние кино на философию[6]
Влияние философии на кино как одного из видов искусства оказывается бесспорным, но может ли как-то кино повлиять на философские концепции? Философы кино, как правило, выступают против этой точки зрения, рассматривая фильм как источник знаний и даже как потенциальный вклад в саму философию. Эту точку зрения убедительно сформулировал Стэнли Кэвелл, чей интерес к философии кино способствовал развитию этой области. Для Кэвелла философия по своей сути связана со скептицизмом и различными способами его преодоления.
При этом, можно выявить моменты, при помощи которых кинематографу удается философствовать. Главным среди таких моментов является мысленный эксперимент. Художественные фильмы могут функционировать как философские мысленные эксперименты и, следовательно, квалифицироваться как философские. В качестве кандидатов на такого рода «философии» можно выделить трилогию братьев Вачовски «Матрица», а также фильмы, которые вызвали больше философских дискуссий, чем любой другие: «Помни» и «Вечное сияние чистого разума». Кроме того, в последнее время философы также начали обращать внимание на направление авторского кино.